# 山本裕子
山本 裕子（やまもと ゆうこ、1974年8月14日 - ）は、日本の女優。三重県四日市市出身。京都大学法学部卒業。劇団青年団、マッシュ所属。

## 出演

### テレビドラマ
- ウェストサイドストーリー（2002年）
- ウルトラマンマックス 第11話「バラージの預言」（2005年） - 母親 役
- 三代目明智小五郎〜今日も明智が殺される〜 第2話「黒いピエロ」（2010年） - ギャル 役
- 離婚同居 第1話（2010年）
- モテキ（2010年）
  - 第6話「ロックンロールは鳴り止まないっ」
  - 第10話「悪い習慣」
  - 第11話「サマーヌード」
- 使命と魂のリミット 第1話（2011年）
- 深夜食堂2 第14話「煮こごり」（2011年）
- ナサケの女 〜国税局査察官〜 スペシャル（2012年）
- 向田邦子 イノセント 第1話「隣りの女」（2012年）
- スープカレー（2012年）
- たぶらかし-代行女優業・マキ- 第8話「女医のホンネ」（2012年） - トモコ 役
- リミット（2013年） - 光岡百合子 役
- 明日の光をつかめ -2013 夏- 第12話「懐」（2013年） - 松坂高子 役
- 花咲くあした 第4話「もつれる四角関係?」（2014年）
- 立花登青春手控え 第2回（2016年5月20日、NHK BSプレミアム） - おもと 役
- この声をきみに（2017年） - 持田暁美 役
- 三屋清左衛門残日録3（2018年） ‐ 年江 役
- いだてん〜東京オリムピック噺〜（2019年） ‐ 美濃部てう 役
- THE GOOD WIFE / グッドワイフ 第3話（2019年） - 小川祥子 役
- プレミアムドラマ 盤上のアルファ〜約束の将棋〜（2019年2月、NHK BSプレミアム） - 沖田さつき 役
- ミス・ジコチョー〜天才・天ノ教授の調査ファイル〜（2019年） - 笹森博美 役
- 歪んだ波紋 第4話 （2019年11月24日、NHK・BSプレミアム） ‐ 三枝久美子 役
- 警視庁ゼロ係〜生活安全課なんでも相談室〜 第5シリーズ（2021年） - 土井雅子 役
- 剣樹抄〜光圀公と俺〜（2021年11月5日 - 2021年12月24日、NHK BSプレミアム） - 女中・村岡 役
- 准教授・高槻彰良の推察 Season2 第5話（2021年11月7日、WOWOW）
- お別れホスピタル（2024年2月3日 - 、NHK総合） - 桜井朋美 役[3]
- 広重ぶるう（2024年3月放送予定、NHK BSプレミアム4K） - お安 役[4]

### 映画
- フミの帽子（2006年）
- ぐるりのこと。（2008年）
- ボーイズ・オン・ザ・ラン（2010年）
- 踊る大捜査線 THE MOVIE3 ヤツらを解放せよ!（2010年）
- モテキ（2011年）
- はやぶさ/HAYABUSA（2011年）
- 目を閉じてギラギラ（2011年）
- 指輪をはめたい（2011年）
- ミツコ感覚（2011年） - 三浦の姉 役
- ヘルタースケルター（2012年） - 市川マネージャー 役
- グッド・ストライプス（2015年） - 萬谷美幸 役
- 忍びの国（2017年） - 侍女(北畠凛の侍女) 役

### 舞台
- ちゃちゃちゃ〜ある洋服職人の物語〜（2004年）
- 天の煙（2004年）
- カンガルー（2005年）
- 北限の猿（2005年・2009年 - 2010年）
- MOTHER 〜天才でイクぜ!よろしく哀愁〜（2005年）
- チェンジングルーム（2006年）
- 会議（2006年）
- ソウル市民 昭和望郷編（2006年）
- 隣にいても一人 三重編（2007年）
- 現代口語ミュージカル 御前会議（2008年）
- 新しい歌（2008年）
- サンタクロース会議（2008年・2009年）
- 天の空一つに見える（2009年）
- 愛の渦（2009年）
- 新しい男（2009年）
- 探偵ミステリーツアー2010〜闇の怪人からの招待状（2010年）
- 崩れゆく摩天楼（2010年）
- 微笑の壁（2010年）
- バルカン動物園（2011年）
- 若い兄嫁 (仮)（2011年）
- ソウル市民五部作連続上演-ソウル市民 昭和望郷編-（2011年）
- マティーニ! 〜ただ今、撮影5時間押し〜（2013年） - 山田幸子 役
- 銀河鉄道の夜（2013年）

### バラエティ
- WALKING EYES アルクメデス（2010年）

### CM
- ピタットハウスネットワーク・脳内矛盾篇（2011年）
- ぐるなび忘年会〜気になる男性といいムードになりましょう篇〜（2013年）